# Sebastos
Sebastos (gr. σεβαστός, „czcigodny”, l.m.: σεβαστοί, sebastoi, r. ż.: sebasta, σεβαστή) – grecki odpowiednik rzymskiego tytułu cesarskiego august. W Cesarstwie Bizantyńskim w oficjalnej tytulaturze zastąpił termin łaciński. W XI wieku stał się podstawą do utworzenia licznych tytułów pochodnych.
Termin jest poświadczony na greckim Wschodzie od I wieku i stanowi tam odpowiednik rzymskiego tytułu august. Pojawia się w nazwach świątyń (np. świątynia Sebastoi w Efezie) i miejscowości: Sebaste, Sebastopolis. Po przyjęciu w VII wieku terminu basileus jako głównego tytułu cesarskiego stracił na znaczeniu. Do jego przywrócenia przyczynił się cesarz Konstantyn IX Monomach (1042-1055), który nadał tytuł sebasty swojej kochance Marii Sklerainie. W drugiej połowie XI wieku zaczął być przyznawany osobom szczególnie zasłużonym dla cesarza. Otrzymali go między innymi królowie Gruzji Bagrat IV i Jerzy II, a spośród arystokratów bizantyńskich Aleksy Komnen. Aleksy Komnen po objęciu władzy (1081) przeprowadził gruntowną reformę tytulatury cesarskiej w oparciu o tytuł sebastos. Utworzone przez niego tytuły sebastokrator, protosebastos, panhypersebastos, sebastohypertatos, pansebastohypertatos, protopansebastohypertatos były nadawane członkom rodziny cesarskiej i wskazywały na stopień pokrewieństwa i bliskości z cesarzem. Czyniły z obdarzonych nimi, wedle słów historyka P. Magdalino, raczej partnerów niż wykonawców władzy cesarskiej. L. Stiernon obliczył, że ponad 90% sebastoi należało do rodziny cesarskiej.
W XII wieku sebastoi zostali podzieleni na dwie grupy: zwykłych sebastoi i gambroi sebastoi. Ci ostatni byli członkami rodzin arystokratycznych, związanymi przez małżeństwo z krewnymi cesarskimi (gambros oznacza po grecku zięcia) i tworzyli wyższą klasę sebastoi. Tytuł sebastos stanowił za Komnenów najniższy z tytułów cesarskich, stosunkowo szybko zaczął się też dewaluować. Pod koniec XII wieku obdarzano nim dowódców wojsk plemiennych, a w Konstantynopolu używali go już w tym czasie sklepikarze. Stopniowo tytuł przyjął się również poza granicami Cesarstwa. W Bułgarii oznaczał stanowisko w administracji lokalnej, w Serbii używano go na oznaczenie różnych urzędów.